# TT308
La tomba tebana coneguda com a TT308 està localitzada a Deir el-Bahari. Forma part de la Necròpolis tebana, situada en la riba occidental del Nil oposada a Luxor i és una de les sis situades enfront de la rampa que du a la tomba reial. La capella es va ensorrar com a conseqüència de les fortes precipitacions, i del santuari només es conserven petits fragments, mentre que al seu enterrament subterrani les parets de la cambra mortuòria estan guarnides amb imatges de la morta, i oferiments.
La tomba és el lloc de soterrament de l'antiga egípcia Kemsit (ca. 2065 BC - 2045 / 2035 BC), que era l'Estimada Esposa del Rei, Ornament del Rei, Sola de l'Ornament del Rei, Sacerdotessa de Hathor durant el regnat de Mentuhotep II, en l'XI dinastia. Descoberta per Édouard Naville.